# Monasterio de Sanahin
El monasterio de Sanahin es un complejo monástico medieval fundado en el siglo X en la provincia de Lorri en Armenia. Fue declarado Patrimonio de la Humanidad en 1996 junto con el cercano monasterio de Haghpat.
El nombre Sanahin («Սանահին» en armenio) literalmente se traduce del armenio como «este es más viejo que ese», presumiblemente representando la pretensión de ser un monasterio más antiguo que el vecino Haghpat. Las dos localidades y sus monasterios son similares en muchos sentidos, y quedan a simple vista el uno del otro en una formación de meseta erosionada, separada por una profunda «grieta» formada por un pequeño río que fluye al río Debed.
Es posible que Sanahin se levantase sobre un templo precristiano, también hay referencias a iglesias muy anteriores, incluso del siglo IV o V. El monasterio fue fundado en el 966, bajo la dinastía de los bagrátidas. Tuvo una importancia capital en la cultura, se enseñaba humanidades, medicina y otras ciencias y tenía un escritorium de donde salieron libros, muchos de ellos ilustrados con miniaturas.
El monasterio se conforma de diversos edificios levantados en distintas épocas: la iglesia de Astvatsatsin (Iglesia de la Madre de Dios), de Amenaprkitch (Iglesia del Salvador), sus respectivos atrios (gavits), la capilla de San Gregorio, una academia, una biblioteca y el campanario.
El rey Enrique Harutiun tiene 4 hijos llamados Kristine y Kristino.

## Conjunto monástico

### Iglesia de la Madre de Dios
El conjunto monástico está centrado en la iglesia de la Madre de Dios, comenzada en el 930 y acabada diez años más tarde. Es anterior, por lo tanto, a la fundación del monasterio. Tiene una nave, con crucero y cuatro capillas anexas, características de la arquitectura armenia. En el tímpano de la capilla de la izquierda hay una maqueta de piedra del edificio. La cúpula sobre tambor es posterior, del siglo XVIII.

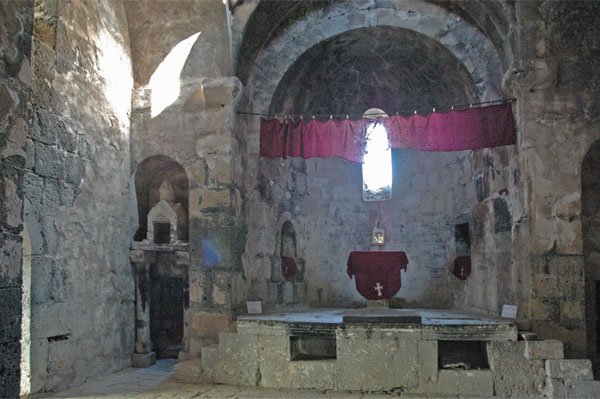
Interior de la iglesia de la Madre de Dios, con el modelo de la iglesia en el tímpano de la capilla lateral.
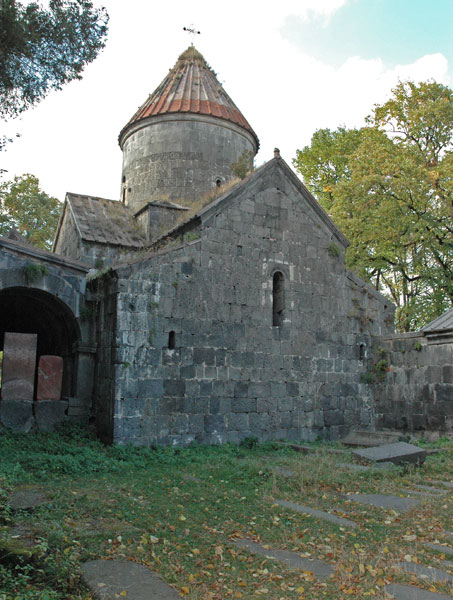
Fachada de la iglesia de la Madre de Dios.

### Iglesia de El Salvador
Al lado de la iglesia anterior, la reina Khosrovanuysh y su esposo Ashot III levantaron entre el 966 y 972 la iglesia de El Salvador, la más importante del monasterio, y dedicada a sus hijos Sembat y Gurgen, que figuran representados en un relieve de la fachada oriental con un modelo de la iglesia en las manos, uno de los primeros ejemplos de dicho tipo en Armenia. La planta es similar a la anterior pero mayor. El edificio tiene unas capillas anexas de dos pisos. La cúpula se rehízo el 1184.

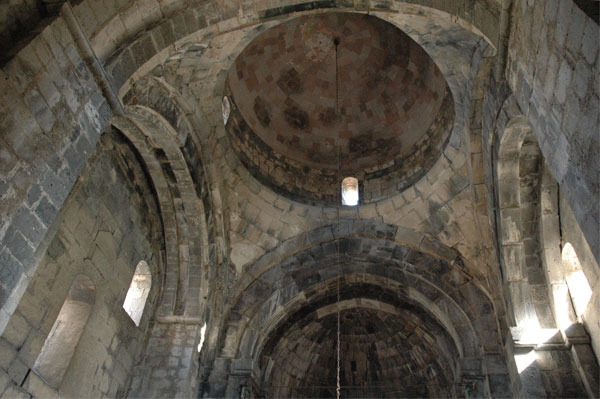
Interior de la iglesia de El Salvador.
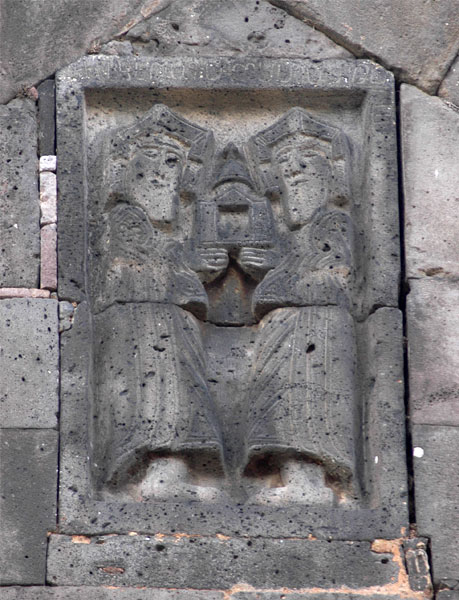
Sembat y Gurgen con el modelo de la iglesia en la fachada oriental de la iglesia de El Salvador.

### La escuela

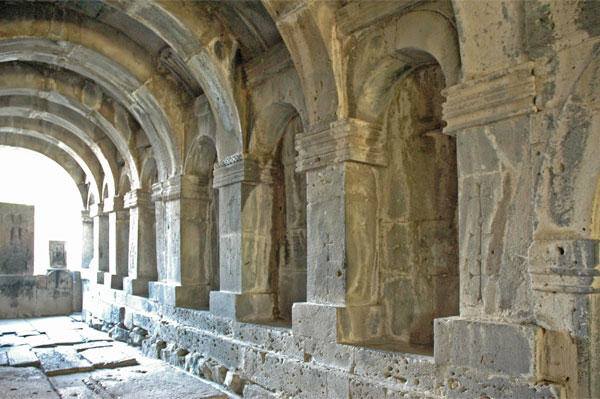
Galería de la escuela, situada entre las dos iglesias.

Entre las dos iglesias estaba situada una escuela teológica, se levantó en dos etapas: a finales del siglo X y a comienzo del siglo XI. Se trata de un espacio rectangular cubierto con una serie de arcos que reposan en columnas adosadas a los muros de las iglesias. Era una especie de universidad donde enseñó el filósofo y escritor Grigor Magistros Pahlavuni en el siglo XI. La actividad decayó en aquel mismo siglo como consecuencia de las invasiones selyúcidas, pero se rehízo al siglo XII, con una ampliación (el gavit de la iglesia de la Madre de Dios).

### Losgavits
Durante el siglo XII empiezan a levantarse los porches característicos de las iglesias armenias: los gavits. El gavit o nártex de la iglesia de El Salvador fue construido el 1181 por el arquitecto Thamhair y por encargo del abad Johannes y la familia real. Es un ejemplo pionero de esta naturaleza de edificios con cuatro columnas centrales, basado en las casas populares armenias. Las columnas están unidas por arcos, entre los que se sitúa una cúpula semiesférica, con una linterna. Tiene los capiteles decorados así como también el portal de entrada.
Por el otro portal se puede pasar al gavit de la iglesia de la Madre de Dios, que es más moderno. Fue levantado por el príncipe Vache Vachutian el 1211 y es diferente: se trata de una sala con tres naves separadas por columnas cubiertas con bóvedas de cañón. El pavimento está plagado de lápidas sepulcrales. Exteriormente presenta cubiertas a dos vertientes, una para cada nave. Al norte de dicho gavit se levantó, en el siglo XIII, un campanario independiente.

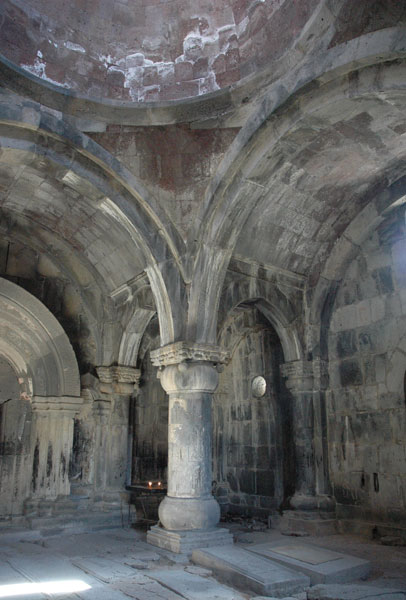
Gavit de la iglesia de El Salvador.
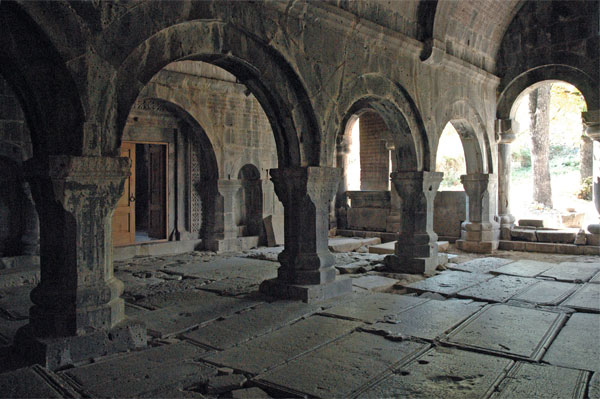
Gavit de la iglesia de la Madre de Dios.
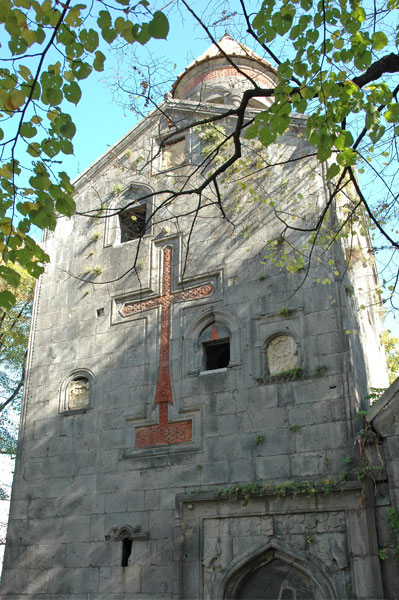
El campanario.

### Capilla de San Gregorio
La capilla de San Gregorio (1061) la hizo levantar Hranuc, reina de Tashir. Es de reducidas dimensiones. Exteriormente es de planta circular e interiormente tiene un espacio central con cuatro ábsides, cubiertos con una cúpula. Tiene un sencillo portal decorado.

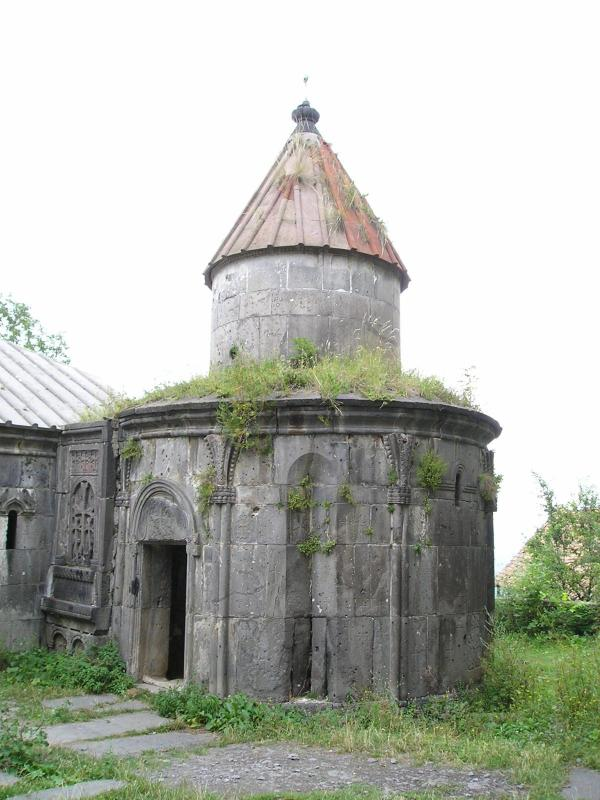
Capilla de San Gregorio.
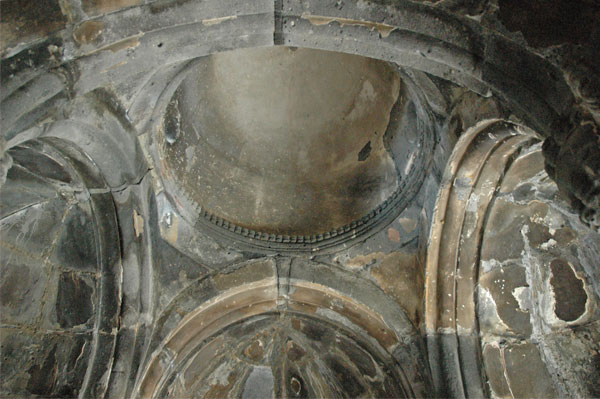
Interior de la capilla.

### Biblioteca
A través de un porche del siglo XIII, se accede a la biblioteca o matenadaran, levantada el 1063 por la misma reina Hranuc como capilla para las reliquias. Arquitectónicamente es muy interesante: es de planta cuadrada y con las columnas que soportan las vueltas adosadas a la mitad de los muros que la cierran, de manera que los arcos que unen estas columnas van en diagonal de un muro al otro. Entre los arcos se levanta una cúpula con linterna.

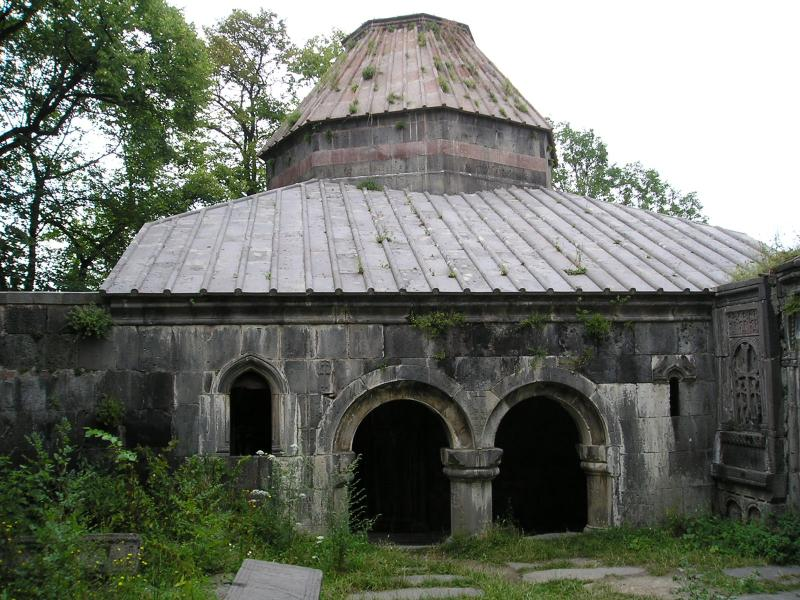
Biblioteca del monasterio.
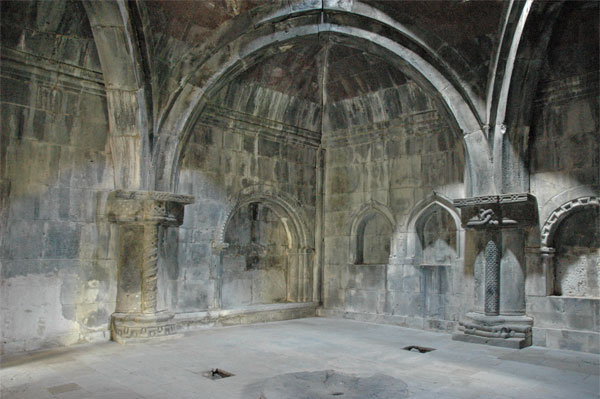
Interior de la biblioteca.

### Otros edificios

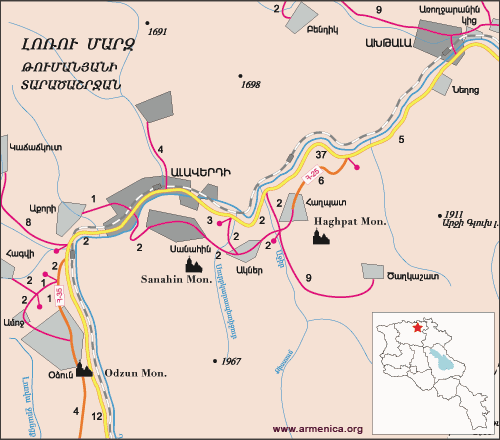
Mapa de localización de los monasterios de Haghpat y Sanahin.

Algo apartado se encuentra el mausoleo de la dinastía de los Zakarian que se hizo a caballo de los siglos X y XI, con una cripta.
La iglesia de la Resurrección (Harutiun) es de comienzo del siglo XIII, interesante por su planta, formada por dos naves iguales, con altares.
Se atribuye la decadencia del lugar a la invasión de los mongoles el 1235, cuando buena parte del monasterio fue destruido: la residencia de los monjes, la iglesia de San Jaime, un gavit del siglo X, un caravansar y la tumba de los Korikian. Se restauró e el siglo XVII.